# Le Plessis-Grammoire
Le Plessis-Grammoire ist eine westfranzösische Gemeinde mit 2649 Einwohnern (Stand: 1. Januar 2022) im Département Maine-et-Loire in der Region Pays de la Loire. Sie gehört zum Arrondissement Angers und ist Teil des Kantons Angers-7. Die Einwohner werden Plessiais(es) genannt.

## Geografie
Le Plessis-Grammoire liegt etwa zehn Kilometer nordöstlich von Angers. Umgeben wird Le Plessis-Grammoire von den Nachbargemeinden Rives-du-Loir-en-Anjou mit Villevêque im Norden, Loire-Authion im Osten und Süden, Saint-Barthélemy-d’Anjou im Westen und Südwesten, Verrières-en-Anjou im Westen und Nordwesten.

## Geschichte
Erstmals erwähnt wurde Le Plessis-Grammoire im 12. Jahrhundert. 1791 wurde die frühere Gemeinde mit der bis dahin eigenständigen Kommune Foudon zusammengeschlossen.

### Bevölkerungsentwicklung
| 1962 | 1968 | 1975 | 1982 | 1990 | 1999 | 2006 | 2018 |
| ---- | ---- | ---- | ---- | ---- | ---- | ---- | ---- |
| 790  | 780  | 1157 | 1545 | 1718 | 2013 | 2142 | 2450 |

## Sehenswürdigkeiten
- Kirche Saint-Jacques, seit 1922 Monument historique
- Schloss La Berthière, seit 1980 Monument historique
- Herrenhaus von Grand-Loiron, seit 1968 Monument historique

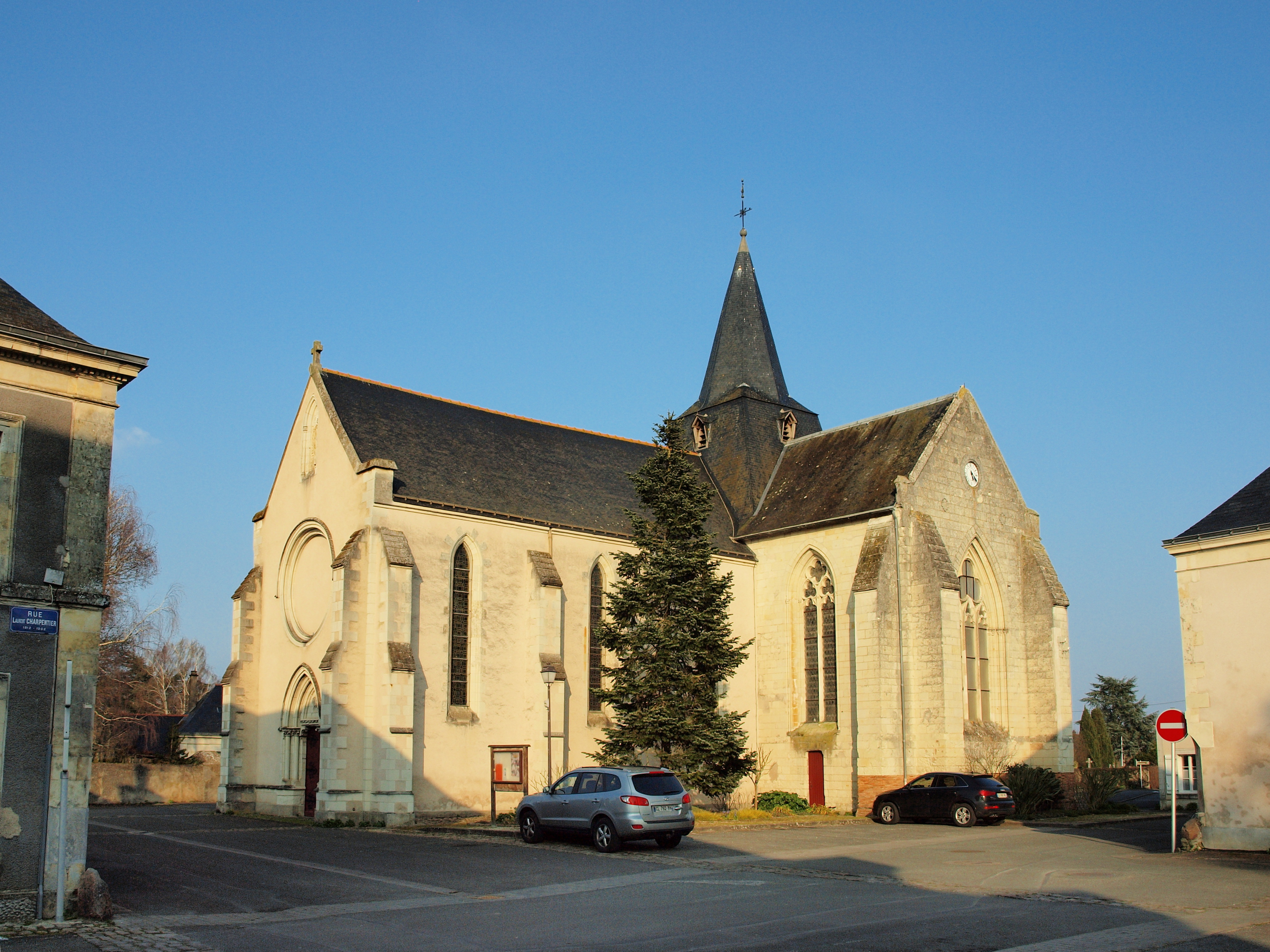
Kirche Saint-Jacques